# Voddenkapelletje
Het Voddenkapelletje is een kapel in de Belgische gemeente Hasselt in de provincie Limburg. De kapel is gelegen aan de Luikersteenweg (N20) tussen Hasselt en Rapertingen en bevindt zich verscholen aan een smal paadje tussen de huizen.
De kapel is gewijd aan Onze-Lieve-Vrouw en ligt aan een kleine beek.

## Opbouw
Het gebouwtje heeft een rechthoekig grondplan met een driezijdige apsis. De kapel wordt gedekt door een zadeldak met kunstleien. Het gebouw is opgetrokken in baksteen en heeft onder de cementlaag hoekbanden van mergelstenen. In de voorgevel van de kapel bevindt zich een van gesmeed ijzeren diefijzers voorzien houten kozijn en een houten rechthoekige deuromlijsting. Hoger in de voorgevel bevindt zich een vierkant kozijntje. Binnen wordt de ruimte overwelfd door een tongewelf.

## Geschiedenis
De kapel heeft een oude kern die stamt van mogelijk de 17e eeuw.
Het huidige uiterlijk is in het begin van de 20e eeuw tot stand gekomen.